# Jordi Meeus
Jordi Meeus (Lommel, Bélgica, 1 de julho de 1998) é um ciclista profissional belga que compete com a equipa Bora-Hansgrohe.

## Trajectória
No final de julho de 2017 assinou com a equipa SEG Racing Academy como stagiaire pára o que restava de temporada e para debutar como profissional em 2018, ano em que conseguiu sua primeira vitória ao ganhar a Gooikse Pijl. Depois desse sucesso não voltou a triunfar até agosto de 2020, mês no que conseguiu dois triunfos de etapa no Tour da República Checa. A essas duas vitórias acrescentou uma etapa do Giro Ciclistico d'Itália, resultados que lhe permitiram dar o salto em 2021 à máxima categoria com o Bora-Hansgrohe.

## Palmarés
- 2018
- Gooikse Pijl

- 2020
  - 2 etapas do Tour da República Checa
  - 1 etapa do Giro Ciclistico d'Itália

- 2021
  - 1 etapa do Volta à Hungria

## Equipas
- SEG Racing Academy (stagiaire) (08.2017-12.2017)
- SEG Racing Academy (2018-2020)
- Bora-Hansgrohe (2021-)